# Rząd Słowenii
Skład Rządu Słowenii (słoweń. Vlada Republike Slovenije) na przestrzeni lat 1990-2015.

## Premierzy
| 16 maja 1990                      | Lojze Peterle   | Słoweńscy Chrześcijańscy Demokraci                           |
| 14 maja 1992                      | Janez Drnovšek  | Liberalna Demokracja Słowenii                                |
| 25 stycznia 1993                  | Janez Drnovšek  | Liberalna Demokracja Słowenii                                |
| 27 lutego 1997                    | Janez Drnovšek  | Liberalna Demokracja Słowenii                                |
| 7 czerwca 2000                    | Andrej Bajuk    | Słoweńska Partia Ludowa – Słoweńscy Chrześcijańscy Demokraci |
| 30 listopada 2000                 | Janez Drnovšek  | Liberalna Demokracja Słowenii                                |
| 12 grudnia 2002                   | Anton Rop       | Liberalna Demokracja Słowenii                                |
| 9 listopada 2004                  | Janez Janša     | Słoweńska Partia Demokratyczna                               |
| 7 listopada 2008                  | Borut Pahor     | Socjaldemokraci                                              |
| 10 lutego 2012                    | Janez Janša     | Słoweńska Partia Demokratyczna                               |
| 20 marca 2013                     | Alenka Bratušek | Pozytywna Słowenia/Sojusz Alenki Bratušek                    |
| 18 września 2014                  | Miro Cerar      | Partia Miro Cerara                                           |
| 13 września 2018                  | Marjan Šarec    | Lista Marjana Šarca                                          |
| 13 marca 2020                     | Janez Janša     | Słoweńska Partia Demokratyczna                               |
| 1 czerwca 2022                    | Robert Golob    | Ruch Wolności                                                |
| Źródło: Vlada Republike Slovenije |                 |                                                              |

## Rządy

### RządAlenki Bratušek(2013-2014)
Rząd został zaprzysiężony 20 marca 2013.
| Imię i nazwisko   | Pozycja                               | Portfolio                                                  | Partia     | Okres     |
| ----------------- | ------------------------------------- | ---------------------------------------------------------- | ---------- | --------- |
| Alenka Bratušek   | Premier                               | Premier                                                    | PS         | 2013-2014 |
| Alenka Bratušek   | Premier                               | Premier                                                    | ZaAB       | 2013-2014 |
| Dejan Židan       | Wicepremier                           | Minister Rolnictwa                                         | SD         | 2013-2014 |
| Karl Erjavec      | Wicepremier                           | Minister Spraw Zagranicznych                               | DeSUS      | 2013-2014 |
| Gregor Virant     | Wicepremier                           | Minister Spraw Wewnętrznych                                | DL         | 2013-2014 |
| Uroš Čufer        | Minister                              | Minister Finansów                                          | PS         | 2013-2014 |
| Roman Jakič       | Minister                              | Minister Obrony                                            | PS         | 2013-2014 |
| Roman Jakič       | Minister                              | Minister Obrony                                            | ZaAB       | 2013-2014 |
| Stanko Stepišnik  | Minister                              | Minister Ekonomii                                          | PS         | 2013-2014 |
| Metod Dragonja    | Minister                              | Minister Ekonomii                                          | PS/ZaAB    | 2014      |
| Senko Pličanič    | Minister                              | Minister Sprawiedliwości                                   | DL         | 2013-2014 |
| Jernej Pikalo     | Minister                              | Minister Edukacji                                          | SD         | 2013-2014 |
| Uroš Grilc        | Minister                              | Minister Kultury                                           | PS         | 2013-2014 |
| Uroš Grilc        | Minister                              | Minister Kultury                                           | ZaAB       | 2013-2014 |
| Tomaž Gantar      | Minister                              | Minister Zdrowia                                           | DeSUS      | 2013-2014 |
| Alenka Trop Skaza | Minister                              | Minister Zdrowia                                           | Niezależny | 2014      |
| Alenka Bratušek   | Premier/Minister (pełniący obowiązki) | Minister Zdrowia                                           | ZaAB       | 2014      |
| Igor Maher        | Minister                              | Minister Infrastruktury i Planowania Miejskiego            | DL         | 2013      |
| Samo Omerzel      | Minister                              | Minister Infrastruktury i Planowania Miejskiego            | DL         | 2013-2014 |
| Anja Kopač Mrak   | Minister                              | Minister Pracy, Rodziny, Spraw Społecznych i Równych Szans | SD         | 2013-2014 |
| Tina Komel        | Minister                              | Minister bez teki                                          | PS         | 2013-2014 |
| Gorazd Žmavc      | Minister                              | Minister bez teki                                          | DeSUS      | 2014      |

### RządJaneza Janšy(2012-2013)
Rząd został zaprzysiężony 10 lutego 2012.
| Premier                                         | - Janez Janša (Słoweńska Partia Demokratyczna)                                                                 |
| Minister Spraw Zewnętrznych                     | - (2012–2013): Karl Erjavec (DeSUS)                                                                            |
| Minister Sprawiedliwości i Administracji        | - (2012–2013): Senko Pličanič (Lista Obywatelska) - (2013): Zvonko Černač (Słoweńska Partia Demokratyczna)     |
| Minister Obrony                                 | - (2012–2013): Aleš Hojs (Nowa Słowenia)                                                                       |
| Minister Finansów                               | - (2012–2013): Janez Šušteršič (Lista Obywatelska) - (2013–2013): Janez Janša (Słoweńska Partia Demokratyczna) |
| Minister Spraw Wewnętrznych                     | - (2012–2013): Vinko Gorenak (Słoweńska Partia Demokratyczna)                                                  |
| Minister Edukacji, Nauki, Kultury i Sportu      | - (2012–2013): Žiga Turk (Słoweńska Partia Demokratyczna)                                                      |
| Minister Spraw Socjalnych                       | - (2012–2013): Andrej Vizjak (Słoweńska Partia Demokratyczna)                                                  |
| Minister Zdrowia                                | - (2012–2013): Tomaž Gantar (DeSUS)                                                                            |
| Minister Ekonomii i Technologii                 | - (2012–2013): Radovan Žerjav (Słoweńska Partia Ludowa)                                                        |
| Minister Rolnictwa i Środowiska                 | - (2012–2013): Franc Bogovič (Słoweńska Partia Ludowa)                                                         |
| Minister Infrastruktury i Planowania Miejskiego | - (2012–2013): Zvonko Černač (Słoweńska Partia Demokratyczna)                                                  |
| Minister bez teki                               | - (2012–2013): Ljudmila Novak (Nowa Słowenia)                                                                  |

### RządBoruta Pahora(2008–2012)
| Premier                           | - Borut Pahor (Socjaldemokraci) |
| Minister Spraw Zewnętrznych       | - (2008–2012): Samuel Žbogar (Socjaldemokraci) |
| Minister Sprawiedliwości          | - (2008–2012): Aleš Zalar (Liberalna Demokracja Słowenii) |
| Minister Obrony                   | - (2008–2012): Ljubica Jelušič (Socjaldemokraci) |
| Minister Finansów                 | - (2008–2012): Franci Križanič (Socjaldemokraci) |
| Minister Spraw Wewnętrznych       | - (2008–2011): Katarina Kresal (Liberalna Demokracja Słowenii) - (2011–2012): Aleš Zalar (Liberalna Demokracja Słowenii)                                                        |
| Minister Edukacji                 | - (2008–2012): Igor Lukšič (Socjaldemokraci) |
| Minister Szkolnictwa Wyższego     | - (2008–2011): Gregor Golobič (Zares) - (2011–2012): Igor Lukšič (pełniący obowiązki) (Socjaldemokraci)                                                                         |
| Minister Kultury                  | - (2008–2011): Majda Širca Ravnikar (Zares) - (2011–2012): Boštjan Žekš (pełniący obowiązki) (Socjaldemokraci)                                                                  |
| Minister Spraw Socjalnych         | - (2008–2012): Ivan Svetlik (DeSUS) |
| Minister Zdrowia                  | - (208–2010): Borut Miklavčič (Socjaldemokraci) - (2010–2012): Dorijan Marušič (Socjaldemokraci)                                                                                |
| Minister Ekonomii                 | - (2008–2010): Matej Lahovnik (Zares) - (2010–2011): Darja Radič (Zares) - (2011–2012): Mitja Gaspari (pełniący obowiązki) (Socjaldemokraci)                                    |
| Minister Rolnictwa                | - (2008–2010): Milan Pogačnik (Socjaldemokraci) - (2010): Henrik Gjerkeš (DeSUS) - (2010–2012): Dejan Židan (Socjaldemokraci)                                                   |
| Minister Środowiska               | - (2008–2010): Karl Erjavec (DeSUS) - (2008–2010): Roko Žarnič (DeSUS) |
| Minister Transportu               | - (2008–2012): Patrik Vlačič (Socjaldemokraci) |
| Minister Administracji Publicznej | - (2008–2011): Irma Pavlinič Krebs (Zares) - (2011–2012): Borut Pahor (pełniący obowiązki) (Socjaldemokraci)                                                                    |
| Minister bez teki                 | - (2008–2009): Zlata Ploštajner (DeSUS) - (2009–2010): Henrik Gjerkeš (DeSUS) - (2011): Dušan Trobec Bučan(DeSUS) - (2011): Boštjan Žekš (pełniący obowiązki) (Socjaldemokraci) |
| Minister bez teki                 | - (2008–2012): Mitja Gaspari (Socjaldemokraci) |
| Minister bez teki                 | - (2008–2012): Boštjan Žekš (Socjaldemokraci) |

### RządJaneza Janšy(2004–2008)
| Premier                           | - Janez Janša (Słoweńska Partia Demokratyczna) |
| Minister Spraw Zewnętrznych       | - (2004–2008): Dimitrij Rupel (Niezależny) |
| Minister Sprawiedliwości          | - (2004–2008): Lovro Šturm (Nowa Słowenia) |
| Minister Obrony                   | - (2004–2008): Karl Erjavec (DeSUS) |
| Minister Finansów                 | - (2004–2008): Andrej Bajuk (Nowa Słowenia) |
| Minister Spraw Wewnętrznych       | - (2004–2008): Dragutin Mate (Słoweńska Partia Demokratyczna) |
| Minister Edukacji                 | - (2004–2008): Milan Zver (Słoweńska Partia Demokratyczna) |
| Minister Szkolnictwa Wyższego     | - (2004–2007): Jure Zupan (Nowa Słowenia) - (2007–2008): Mojca Kucler Dolinar (Nowa Słowenia)                                                                              |
| Minister Kultury                  | - (2004–2008): Vasko Simoniti (Słoweńska Partia Demokratyczna) |
| Minister Spraw Socjalnych         | - (2004–2006): Janez Drobnič (Nowa Słowenia) - (2006–2008): Marjeta Cotman (Nowa Słowenia)                                                                                 |
| Minister Zdrowia                  | - (2004–2007): Andrej Bručan (Słoweńska Partia Demokratyczna) - (2007–2008): Zofija Mazej Kukovič (Słoweńska Partia Demokratyczna)                                         |
| Minister Ekonomii                 | - (2004–2008): Andrej Vizjak (Słoweńska Partia Demokratyczna) |
| Minister Rolnictwa                | - (2004–2007): Marija Lukačič (Słoweńska Partia Demokratyczna) - (2007–2008): Iztok Jarc (Słoweńska Partia Demokratyczna)                                                  |
| Minister Środowiska               | - (2004–2008): Janez Podobnik (Słoweńska Partia Ludowa) |
| Minister Transportu               | - (2004–2007): Janez Božič (Słoweńska Partia Ludowa) - (2007–2008): Radovan Žerjav (Słoweńska Partia Ludowa)                                                               |
| Minister Administracji Publicznej | - (2004–2008): Gregor Virant (Niezależny) |
| Minister bez teki                 | - (2004–2008): Ivan Žagar (Słoweńska Partia Ludowa) |
| Minister bez teki                 | - (2005–2006): Jože Damjan (Niezależny) - (2006–2007): Andrej Horvat (Niezależny – Socjaldemokraci) - (2007–2008): Žiga Turk (Niezależny – Słoweńska Partia Demokratyczna) |

### RządAntona Ropa(2002–2004)
| Premier                     | - Anton Rop (Liberalna Demokracja Słowenii)                                                                       |
| Minister Spraw Zewnętrznych | - (2002-2004): Dimitrij Rupel (Liberalna Demokracja Słowenii) - (2004): Ivo Vajgl (Liberalna Demokracja Słowenii) |
| Minister Sprawiedliwości    | - (2002-2004): Ivan Bizjak (Słoweńska Partia Ludowa) - (2004): Zdenka Cerar (Liberalna Demokracja Słowenii)       |
| Minister Obrony             | - (2002-2004): Anton Grizold (Liberalna Demokracja Słowenii)                                                      |
| Minister Finansów           | - (2002-2004): Dušan Mramor                                                                                       |
| Minister Spraw Wewnętrznych | - (2002-2004): Rado Bohinc (Socjaldemokraci)                                                                      |
| Minister Edukacji           | - (2002-2004): Slavko Gaber (Liberalna Demokracja Słowenii)                                                       |
| Minister Kultury            | - (2002-2004): Andreja Rihter (Socjaldemokraci)                                                                   |
| Minister Spraw Socjalnych   | - (2002-2004): Vlado Dimovski (DeSUS)                                                                             |
| Minister Zdrowia            | - (2002-2004): Dušan Keber (Liberalna Demokracja Słowenii)                                                        |
| Minister Rolnictwa          | - (2002-2004): Franc But (Słoweńska Partia Ludowa) - (2004): Milan Pogačnik (Socjaldemokraci)                     |
| Minister Środowiska         | - (2002-2004): Janez Kopač (Liberalna Demokracja Słowenii)                                                        |
| Minister Transportu         | - (2002-2004): Jakob Presečnik (Słoweńska Partia Ludowa) - (2004): Marko Pavliha (Liberalna Demokracja Słowenii)  |
| Minister Ekonomii           | - (2002-2004): Tea Petrin (Słoweńska Partia Ludowa) - (2004) Matej Lahovnik (Liberalna Demokracja Słowenii)       |
| Minister Legislacji         | - (2002-2004): Pavel Gantar (Socjaldemokraci)                                                                     |
| Minister bez teki           | - (2002–2004): Janez Potočnik (Liberalna Demokracja Słowenii) - (2004): Milan Martin Cvikl (Socjaldemokraci)      |
| Minister bez teki           | - (2002–2004): Zdenka Kovač (DeSUS)                                                                               |

### RządAndreja Bajuka(2000)
| Premier                                  | - Andrej Bajuk (Słoweńska Partia Ludowa, Nowa Słowenia)  |
| Minister Spraw Zewnętrznych              | - Lojze Peterle (Słoweńska Partia Ludowa, Nowa Słowenia) |
| Minister Sprawiedliwości                 | - Barbara Brezigar (Niezależny)                          |
| Minister Obrony                          | - Janez Janša (Socjaldemokraci)                          |
| Minister Finansów                        | - Zvone Ivanušič (Słoweńska Partia Ludowa)               |
| Minister Spraw Wewnętrznych              | - Peter Jambrek (Niezależny)                             |
| Minister Edukacji                        | - Lovro Šturm (Niezależny)                               |
| Minister Kultury                         | - Rudi Šeligo (Socjaldemokraci)                          |
| Minister Spraw Socjalnych                | - Miha Brejc (Socjaldemokraci)                           |
| Minister Zdrowia                         | - Andrej Bručan (Socjaldemokraci)                        |
| Minister Ekonomii                        | - Jože Zagožen (Socjaldemokraci)                         |
| Minister Rolnictwa                       | - Janko Razgoršek (Słoweńska Partia Ludowa)              |
| Minister Środowiska                      | - Andrej Umek (Słoweńska Partia Ludowa)                  |
| Minister Transportu                      | - Anton Bergauer (Słoweńska Partia Ludowa)               |
| Minister Ekonomicznych Relacji i Rozwoju | - Marjan Senjur (Słoweńska Partia Ludowa)                |
| Minister Badań                           | - Lojze Marinček (Słoweńska Partia Ludowa)               |
| Minister Legislacji                      | - Tone Jerovšek (Niezależny)                             |

### RządJaneza Drnovšeka(1992–2002)
| Premier                     | - Janez Drnovšek (Liberalna Demokracja Słowenii) |
| Wicepremier                 | - (1992–1993): Jože Pučnik (Socialdemokratyczna Partia Słowenii) i Herman Rigelnik (Liberalna Demokracja Słowenii) - (1993–1997): bez ogłoszenia - (1997–2000): Marjan Podobnik (Słoweńska Partia Ludowa) - (2000–2002): bez ogłoszenia |
| Minister Spraw Zewnętrznych | - (1992–1993): Dimitrij Rupel (Partia Demokratyczna) - (1993–1994): Lojze Peterle (Słoweńscy Chrześcijańscy Demokraci) - (1995–1996): Zoran Thaler (Liberalna Demokracja Słowenii) - (1996–1997): Davorin Kračun (Liberalna Demokracja Słowenii) - (1997): Zoran Thaler (Liberalna Demokracja Słowenii) - (1997–2000): Boris Frlec (Niezależny) - (2000–2002): Dimitrij Rupel (Liberalna Demokracja Słowenii) |
| Minister Sprawiedliwości    | - (1992–1994): Miha Kozinc (Liberalna Demokracja Słowenii) - (1994–1997): Meta Zupančič (Liberalna Demokracja Słowenii) - (1997–2000): Tomaž Marušič (Słoweńska Partia Ludowa) - (2000–2002): Ivo Bizjak (Słoweńska Partia Ludowa) |
| Minister Obrony             | - (1992–1994): Janez Janša (Socjaldemokraci) - (1994–1997): Jelko Kacin (Liberalna Demokracja Słowenii) - (1997–1998): Tit Turnšek (Słoweńska Partia Ludowa) - (1998–1999): Alojz Krapež (Słoweńska Partia Ludowa) - (1999–2000): Franci Demšar (Słoweńska Partia Ludowa) - (2000–2002): Anton Grizold (Liberalna Demokracja Słowenii)                                                                        |
| Minister Finansów           | - (1992): Janez Kopač (Liberalna Demokracja Słowenii) - (1992–2000): Mitja Gaspari (Liberalna Demokracja Słowenii) - (2000–2002): Anton Rop (Liberalna Demokracja Słowenii) |
| Minister Spraw Wewnętrznych | - (1992–1993): Igor Bavčar (Partia Demokratyczna) - (1993–1994): Ivo Bizjak (Słoweńscy Chrześcijańscy Demokraci) - (1994–1997): Andrej Šter (Słoweńscy Chrześcijańscy Demokraci) - (1997–1999): Mirko Bandelj (Liberalna Demokracja Słowenii) - (1999–2000): Borut Šuklje (Liberalna Demokracja Słowenii) - (2000–2002): Rado Bohinc (Socjaldemokraci)                                                        |
| Minister Edukacji           | - (1992–1999): Slavko Gaber (Liberalna Demokracja Słowenii) - (1999–2000): Pavle Zgaga (Liberalna Demokracja Słowenii) - (2000–2002): Lucija Čok (Liberalna Demokracja Słowenii) |
| Minister Kultury            | - (1992–1993): Borut Šuklje (Socjalistyczna Partia Słowenii) - (1993–1996): Sergij Peljhan (Socjaldemokraci) - (1996–1997): Janez Dular (Słoweńscy Chrześcijańscy Demokraci) - (1997–2000): Jožef Školč (Liberalna Demokracja Słowenii) - (2000–2002): Andreja Rihter (Socjaldemokraci) |
| Minister Opieki             | - (1992–1994): Jožica Puhar (Socjaldemokraci) - (1994–1997): Rina Klinar (Socjaldemokraci) - (1997–2000): Anton Rop (Liberalna Demokracja Słowenii) - (2000–2002): Vlado Dimovski (Socjaldemokraci) |
| Minister Środowiska         | - (1992–1994): Miha Jazbinšek (Zieloni Słowenii) - (1994–2000): Pavle Gantar (Liberalna Demokracja Słowenii) - (2000–2002): Janez Kopač (Liberalna Demokracja Słowenii) |

### RządLojzego Peterle(1990–1992)
| Premier                                                   | - Lojze Peterle (Słoweńscy Chrześcijańscy Demokraci)                                                                             |
| Wicepremier ds. Koordynacji Gospodarczej                  | - 1990 – 1991: Jože Mencinger (Słoweńska Partia Demokratyczna) - 1991 – 1992: Andrej Ocvirk (Słoweńscy Chrześcijańscy Demokraci) |
| Sekretarz Współpracy Międzynarodowej (Spraw Zewnętrznych) | - Dimitrij Rupel (Słoweńska Unia Demokratyczna)                                                                                  |
| Sekretarz Spraw Wewnętrznych                              | - Igor Bavčar (Słoweńska Unia Demokratyczna)                                                                                     |
| Sekretarz Sprawiedliwości                                 | - Rajko Pirnat (Słoweńska Unia Demokratyczna)                                                                                    |
| Sekretarz Obrony                                          | - Janez Janša (Słoweńska Unia Demokratyczna)                                                                                     |
| Sekretarz Finansów                                        | - 1990 – 1991: Marko Kranjec (Niezależny) - 1991 – 1992: Dušan Šešok (Słoweńscy Chrześcijańscy Demokraci)                        |
| Sekretarz Edukacji                                        | - Peter Vencelj (Słoweńscy Chrześcijańscy Demokraci)                                                                             |
| Sekretarz Kultury                                         | - Andrej Capuder (Słoweńscy Chrześcijańscy Demokraci)                                                                            |
| Sekretarz Spraw Socjalnych                                | - Jožica Puhar (Partia Odnowy Demokratycznej)                                                                                    |
| Sekretarz Zdrowia                                         | - 1990 – 1992: Katja Boh (Słoweńska Partia Demokratyczna) - 1992: Božidar Voljč                                                  |
| Sekretarz Przemysłu                                       | - Izidor Rejc (Słoweńscy Chrześcijańscy Demokraci)                                                                               |
| Sekretarz Rolnictwa                                       | - Jožef Osterc (Słoweńska Partia Ludowa)                                                                                         |
| Sekretarz Środowiska                                      | - Miha Jazbinšek (Zieloni Słowenii)                                                                                              |
| Sekretarz Transportu                                      | - Marjan Kranjc |
| Sekretarz Badań i Technologii                             | - Peter Tancig (Zieloni Słowenii)                                                                                                |
| Sekretarz Informacji                                      | - 1990 – 1991: Stane Stanič - 1991 – 1992: Jelko Kacin (Słoweńska Unia Demokratyczna)                                            |